# Muriel Linsolas
Muriel Linsolas (née le 24 septembre 1965 à Avignon) est une athlète française, spécialiste des courses de fond. 

## Biographie
Elle remporte le titre de championne de France du 10 000 mètres en 1998, et du semi-marathon en 1996 et 1997.
En 1996, lors des championnats du monde de semi-marathon de Palma de Majorque, en Espagne, elle remporte la médaille d'argent de l'épreuve par équipes aux côtés de ses compatriotes Zahia Dahmani et Christine Mallo.

### Palmarès
| Date | Compétition                            | Lieu              | Résultat | Épreuve     | Performance     |
| ---- | -------------------------------------- | ----------------- | -------- | ----------- | --------------- |
| 1996 | Championnats du monde de semi-marathon | Palma de Majorque | 2e       | Par équipes | 3 h 38 min 44 s |

### Records
| Épreuve       | Performance     | Lieu | Date |
| ------------- | --------------- | ---- | ---- |
| 10 000 m      | 32 min 57 s 83  |      | 1998 |
| Semi-marathon | 1 h 13 min 33 s |      | 1996 |
| Marathon      | 2 h 36 min 54 s |      | 1996 |

## Sources
- DocAthlé 2003 - Fédération française d'athlétisme - p.417